# 阿納斯塔西婭·彼得里沙克
阿納斯塔西婭·彼得里沙克（烏克蘭語：Анастасія Петришак，1994年4月12日—）是義大利籍的烏克蘭裔小提琴家。

## 生平

### 音乐教育
她在五歲的時候從鋼琴開始接觸音樂，之後幾年開始學小提琴。  她很早就開始公開獨奏演出，贏得國內外多場音樂比賽的獎項。10歲時，她從烏克蘭搬到義大利繼續學習小提琴。15歲時，她獲得克雷莫納沃爾特斯托弗國際學院的入學資格，主修小提琴。之後又在西恩納音樂學院接受薩爾瓦托雷·阿卡多的指導。
17歲時，她從帕馬阿里格博伊托音樂學院以最高分和最高榮譽獎畢業。之後獲得了伊莫拉國際鋼琴學院的小提琴專業文憑。  2015年初，她從義大利的小提琴最高學府，克雷莫納的克勞迪奧蒙台威爾第音樂研究所完成了兩年的專業訓練。

### 職業生涯
她在烏克蘭時就開始了獨奏的生涯，和當地樂團一同舉辦過多場音樂會獨奏巴赫、韋瓦第、阿考雷的名曲。15歲開始在義大利多個主要劇院表演獨奏 並和義大利著名男高音波伽利一同演出多起國內外音樂會。2012年，她獲表揚為2011年義大利音樂學院最佳畢業生。    2014年獲義大利高级音樂教育機構表揚為最佳學生之一。 
她特別關心社會問題，例如為海地地震重建募款慈善演出 和捐助兒童醫院建造新的心臟外科加護病房。   2015年她獲選加入教宗方濟各的「大謎團」慈善計畫。 她每年都會參加國際大屠殺紀念日的義演活動。
2018年，索尼音樂發行了她的第一张專輯 “Amato Bene”。

### 樂器
她和克雷莫纳的斯特拉迪瓦里基金会和小提琴博物馆合作，固定使用他們收藏的小提琴進行表演。 她也和米蘭理工大學及帕維亞大學合作研究小提琴的物理性質。  这些合作让她在年轻时就能精通各種古董小提琴和現代小提琴
她使用的現代小提琴是向波隆那的製琴師羅柏托·雷戈奇特別訂製的。